# DORIS (навигационная система)

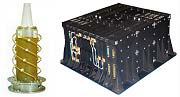
Антенна DORIS и приемник, установленные на борту космического аппарата OSTM/Jason-2

DORIS (фр. Détermination d'Orbite et Radiopositionnement Intégré par Satellite, сокр. DORIS) — французская гражданская система точного (сантиметрового) определения орбиты и позиционирования. Функционирование основано на принципе эффекта Доплера. Включает систему стационарных наземных передатчиков — радиомаяков, приёмники расположены на спутниках. После определения точного положения спутника система может установить точные координаты и высоту радиомаяка на поверхности Земли. Первоначально предназначалась для решения задач геодезии и геофизики.

## Общие сведения
Система DORIS была разработана и оптимизирована CNES, IGN (Institut Géographique National) и GRGS (Groupe de Recherches en Géodésie Spatiale) для высокоточного определения орбиты и определения местоположения маяков. DORIS был первоначально разработан в рамках миссии океанографической альтиметрии TOPEX / POSEIDON. DORIS эксплуатируется с 1990 года, когда на борту космического аппарата SPOT-2 была запущена первая технологическая демонстрационная система (прототип полезной нагрузки).
DORIS представляет собой систему микроволнового слежения, радиосистему восходящей линии связи, основанную на принципе Доплера, для которой требуется спутник — хост (для пакета космического сегмента) и глобальная сеть наземных станций слежения. Основная цель — предоставить точные измерения для услуг POD (Precise Orbit Determination — точное определение орбит) и приложений геодезии. Концепция системы основана на точных измерениях доплеровских сдвигов на радиочастотном сигнале, передаваемом наземными станциями и получаемых на борту орбитальных спутников, несущих приемники DORIS, когда они находятся в видимости станции. Количество спутников — носителей DORIS не ограничено. Результаты измерений, предоставляемые приемниками DORIS, могут использоваться в следующих приложениях:
- поддержка POD для альтиметрии и других миссий;
- контроль орбиты (на борту или на Земле);
- позиционирование наземного маяка;
- геофизическое моделирование (земное гравитационное поле, атмосфера, ионосфера, мониторинг движения полюсов Земли и т. д.);
- контроль целостности системы DORIS.

В основе системы DORIS заложено точное измерение доплеровского сдвига
радиочастоты сигналов, передаваемых наземными маяками и принимаемых на
борту космического аппарата. Измерения производятся на двух частотах: 2,03625 ГГц — для
измерения доплеровского сдвига и 401,25 МГц — для коррекции задержки
распространения сигнала в ионосфере. Частота 401,25 МГц также используется для отметок времени
измерений и передачи вспомогательных данных. Выбор системы передачи только на
спутник позволяет полностью автоматизировать операции маяков и линии связи по
централизованной доставке данных в центр обработки.
Доплеровский сдвиг частоты измеряется на борту спутника каждые 10 секунд.
Полученная радиальная скорость (ее точность примерно равна 0,4 мм/с) используется на Земле в
комбинации с динамической моделью траектории спутника для точного определения
орбиты с ошибкой по высоте не более 5 см. Эти данные становятся доступными через 1,5
месяца из-за запаздывания внешних данных, например, таких, как солнечное излучение.

## Обзор спутниковых миссий с пакетом DORIS
| Миссия                                   | Дата запуска                          | Представленные услуги |
| ---------------------------------------- | ------------------------------------- | --- |
| SPOT-2 (CNES)                            | 22 января 1990 г.                     | Введение приемника 1-го поколения (18 кг), двухчастотная система в 1 канале |
| TOPEX / Poseidon                         | 10 августа 1992 г.                    | |
| SPOT-3 (CNES)                            | 26 сентября 1993 г.                   | |
| SPOT-4 (CNES)                            | 24 марта 1998 г.                      | Внедрение экспериментального пакета программного обеспечения DIODE, обеспечивающего возможности обработки в режиме реального времени для навигации по S/C |
| Envisat (CNES)                           | 1 марта 2002 г.                       | — запуск приемника второго поколения (11 кг), двухчастотная система в 2-х каналах; — улучшена версия DIODE с гравитационной моделью Земли и притяжения солнца/луны. |
| Jason-1 (NASA/CNES)                      | 07 декабря 2001 г.                    | Введение миниатюрного приемника 2-го поколения (5,6 кг), двухчастотной системы в 2-х каналах |
| SPOT-5 (CNES)                            | 04 мая 2002 г.                        | Миниатюрный приемник второго поколения |
| CryoSat (ESA)                            | 08 октября 2005 г. Ошибка запуска S/C | — DIODE добавил ещё одну особенность: инерционные J2000 бортовые данные о местоположении и скорости, которые будут использоваться AOCS; — введение нового процессора: Sparc ERS 32 |
| Jason-2 (NASA/CNES, NOAA, EUMETSAT)      | 20 июня 2008 г.                       | — ресиверы DGxx: 8 каналов на основе директив DIODE для получения сигналов маяков; — DIODE добавила функцию: «Геодезические бюллетени», дающие высоту над опорным геоидом Jason-2, AltiKa и т. д. |
| CryoSat-2 (ESA)                          | 8 апреля 2010 г.                      | — определение орбиты в реальном времени для определения космического аппарата и управления орбитой (бортовой); — предоставление точного временного задания на основе TAI (Международное атомное время); Кроме того, используется точный опорный сигнал 10 МГц (бортовой); — предоставление наземного POD (определение точной орбиты) и ионосферного моделирования |
| HY-2 (Haiyang-2), (CNSA)                 | 15 августа 2011 г.                    | |
| Pléiades (CNES) два космических аппарата | 17 декабря 2011 г. 2013 г.            | — HR1: Определение орбиты выполняется приемником DORIS; — HR2: определение орбиты выполняется приемником DORIS |
| SARAL (ISRO / CNES) с AltiKa             | 25 февраля 2013 г.                    | |
| Sentinel-3A (GMES), ESA                  | 2 февраля 2016 г.                     | |
| Jason-3 (Eumetsat, NOAA, CNES)           | 17 января 2016 г.                     | |

## Обзор характеристик определения орбиты системы DORIS

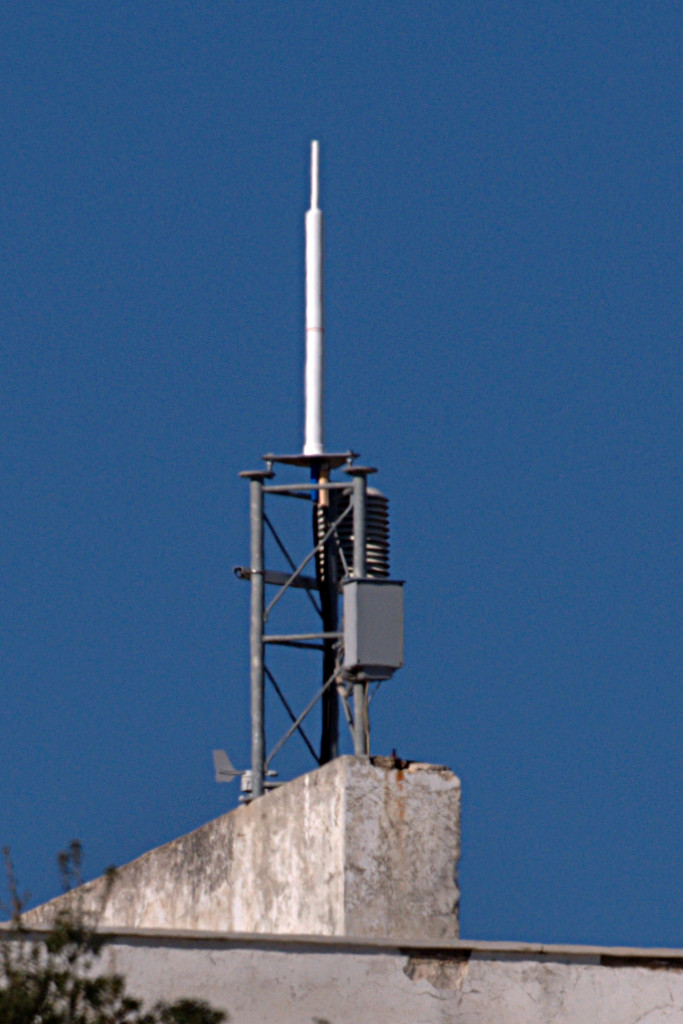
Передающая антенна наземной станции DORIS, расположенной в Дионисе (Греция)

| Параметр                              | 1-е поколение                      | 2-е поколение      | 2-е поколение (малогабаритных аппаратов) |
| ------------------------------------- | ---------------------------------- | ------------------ | ---------------------------------------- |
| Миссии                                | SPOT-2, −3, TOPEX/Poseidon, SPOT-4 | Envisat            | Jason-1, Spot-5                          |
| Точность орбиты                       | ≤3 см по радиусу                   | см по радиусу      | ≤3 см по радиусу                         |
| Определение орбиты в реальном времени | Ось на 5 м / 3 оси (SPOT 4)        | Ось на 1 м / 3 оси | 30 см по радиусу, другие на 1 м          |
| Точность времени                      | 3 мкс                              | 3 мкс              | 3 мкс                                    |

## Инструментарий DORIS

### Бортовой инструмент DORIS состоит из
- дополнительного приемника с двумя приемными цепями;
- сверхстабильного кварцевого генератора (Ultra Stable Oscillator — USO) с изменением частоты не более чем {\displaystyle 10^{-13}}, идентичного генераторам, используемым в наземном сегменте DORIS;
- всенаправленной двухчастотной антенны;
- прибора блока контроля (совмещенного с MWR).

### Наземный сегмент состоит из
- центра SSALTO multimission control centre, управляемого CLS по поручению CNES;
- установок маяков и центра управления от IGN, координирующего глобальную сеть маяков для определения орбит (ODB). Сеть состоит из 60 станций слежения, размещенных по всему земному шару в 30 странах (в России: Красноярск, урочище Бадары (Тункинского района, республики Бурятия), Южно-Сахалинск, Парамушир[5]);
- точных определений орбит, выполняемых в CNES, и вычислений гравитационного поля Земли по данным DORIS с GRGS; масштаб времени и опорной частоты для всей системы обеспечивается главным маяком, связанным с главными часами; контрольный центр системы DORIS выполняет контроль инструментов по данным телеметрии и оперативному определению орбит.

## Характеристики прибора DORIS DGxx
| 1                                                        | 2 |
| -------------------------------------------------------- | --- |
| Высокоточные доплеровские измерения и бортовая навигация | — обеспечивает элементарные измерения скорости с точностью не хуже 0,3 мм/с; — обеспечивает информацию PVT в реальном времени в системах отсчета ITRF и J2000 с сантиметровой точностью в зависимости от характеристик орбиты и космического аппарата; — способность предоставлять геодезические данные для отслеживания альтиметра |
| Возможность отслеживания маяков                          | До 7 маяков одновременно (7 двухчастотных каналов) |
| Автономность работы                                      | — режим рутинной высокоточной навигации; — предсказание манёвра |
| Источник питания                                         | 22-37 В постоянного тока, 23 Вт; 30 Вт при прогреве, менее 2 часов |
| Интерфейс телеметрии / телеуправления                    | — MIL-STD-1553 / пакетный протокол терминала CCSDS; — максимальная скорость {\displaystyle <4} кбит/с; — два двухуровневых состояния на цепочку (питание и состояние программного обеспечения) |
| CPU/программное обеспечение                              | — радиационно-стойкая конструкция с возможностью обнаружения отказов процессора и отказов памяти SPARC ERC32 с восстановлением; — двукратное «горячее» резервирование всего программного обеспечения в двух избыточных банках EEPROM; могут быть полностью загружены без прерывания функционирования;                               |
| Масса, мощность, размер                                  | 16 кг, 24 Вт, 390 мм х 370 мм х 165 мм. Для резервированной конфигурации DGxx (нового поколения), включая два USO, которые теперь помещены внутри приемника |

## Эффективность позиционирования луча DORIS
| Продолжительность сбора данных | Точность (1 спутник) | Точность (2 спутника) |
| ------------------------------ | -------------------- | --------------------- |
| 1 час                          | 1 м                  | 50 см                 |
| 1 день                         | 20 см                | 15 см                 |
| 5 дней                         | 10 см                | 7 см                  |
| 26 дней                        | 3 см                 | 1-2 см                |